# 夜中に犬に起こった奇妙な事件
『夜中に犬に起こった奇妙な事件』（よなかにいぬにおこったきみょうなじけん、英語: The Curious Incident of the Dog in the Night-Time）は、2003年に出版されたイギリス人作家マーク・ハッドンによる推理小説。題名は1892年のアーサー・コナン・ドイルによるシャーロック・ホームズシリーズの短編『白銀号事件』から引用されている。ハッドンおよび『奇妙な事件』はコスタ賞小説部門および大賞、コモンウェルス作家賞新人賞、ガーディアン賞を受賞した。大人用と子供用の2種類が同時に出版された。
15歳の少年クリストファー・ジョン・フランシス・ボーンの一人称で語られており、自身をウィルトシャーのスウィンドンに住む「ある程度の問題行動のある数学者」と説明している。クリストファーの持病に関しては直接触れられていないが、カバーの推薦文はアスペルガー症候群、高機能自閉症、サヴァン症候群に言及している。2009年7月、ハッドンは自身のブログに「『奇妙な出来事』はアスペルガーについて書いたものではないが、もし何かについて書いたとすれば、異物、よそ者、驚くべき新たな世界の発見などである。この本は特定の障碍について書いたものではない」とし、ハッドン自身自閉症やアスペルガーの専門家でもない。
この本はキャスリン・ヘイメン、クレア・アレキサンダー、ケイト・ショウ、デイヴ・コーエンの協力を得て、ハッドンの妻ソス・エルティスに捧げられた。
章の数字には連続した数字でなく素数が使用されている。

## あらすじ
15歳の少年クリストファーは自閉症スペクトラム障害を持っている。父エドはクリストファーに、母ジュディは2年前に亡くなったと言っている。クリストファーは近所の犬ウェリントンが園芸フォークで刺され亡くなっているのを見つける。飼い主のシアーズ夫人は警察に通報し、クリストファーが疑われる。警察官がクリストファーの体に触れると、クリストファーは警察官を殴り逮捕されるが、警告を受けて釈放される。父は他人のことに関わるなと言うが、クリストファーはウェリントンの死について調査する決意をする。自分を取り巻く世界についてクリストファーが行う解釈は、彼自身の恐れや障碍に縛られたものである。クリストファーは自身の冒険に関する経験を「殺人ミステリー小説」としてノートに記録する。調査において、クリストファーは同じ町内に住みながらこれまで知らなかった人々と出会う。その一人である年配のアレキサンダー夫人は、クリストファーの母はシアーズ夫人の夫と長い間浮気をしていたと語る。
父はノートを見つけ、クリストファーと口論となり没収する。クリストファーがノートを探していると、母がクリストファーに宛てた手紙の束を見つける。消印は母が亡くなったとされる日よりも後であり、父が手紙を隠していたのである。父が、母が亡くなったと嘘をついていたことにとてもショックを受け、動くこともできずにベッドに横になるが、何時間も吐いてうめく。父が帰宅し、クリストファーが手紙を読んだことに気付く。父は嘘を認めただけでなく、シアーズ夫人との口論から誤ってウェリントンを殺害したことを明かす。クリストファーは父への信頼を完全になくし、犬を殺すくらいなら自分も殺されるのではないかと恐れ、母を探しに家を出る。手紙に書かれていた住所から、母がシアーズ氏と共に住むロンドンへの冒険の旅が始まる。
警察の追跡をかわし、混雑した電車で情報過多と刺激過剰によって体調不良を起こすなど、様々な困難を乗り越え、ようやく母の家を見つけて玄関先で帰宅を待つ。母はクリストファーとの再会に喜び、父が自分を死んだことにしていたことを残念に思う。シアーズ氏はクリストファーとの同居を望まない。クリストファーは数学で上級レベルを取るべくスウィンドンに戻りたいと思う。母はクリストファーの処遇に関してシアーズ氏と衝突したため別離する。その後クリストファーと共にスウィンドンのアパートに転居する。母は父との口論後、クリストファーと父の毎日の面会に同意する。クリストファーはまだ父を恐れており、父との会話を避け続ける。クリストファーは父が犬殺しで逮捕されることを望むが、母はそれに関してはシアーズ氏が逮捕を望まないといけない、と語る。
父はクリストファーにゴールデン・レトリバーの子犬を与えて名付けさせ、時間をかけてゆっくりながらも信頼を回復しようとする。クリストファーは試験で上級レベルを獲得して大学に進学すると宣言する。食事も睡眠もそこそこに勉強し続け、初めての試験で最高点の上級レベルを獲得する。以前は宇宙飛行士になりたかったが、今は科学者になるのが夢である。犬殺害ミステリーを解明し、1人でロンドンへ行き母を見つけ、冒険を本にし、数学で上級レベルの中でも最高点を獲得したことで、クリストファーは未来へ前向きになる。

## 登場人物
クリストファー・ジョン・フランシス・ボーン主人公で語り手。15歳の少年で、シアーズ夫人の大きな黒いプードル殺害事件を調査する。
エド・ボーンクリストファーの父でボイラー技士。2年間シングル・ファーザーとしてクリストファーと暮らしていた。
ジュディ・ボーンクリストファーの母。クリストファーは母が2年前に心臓発作で亡くなったと思っていた。
シボーンクリストファーの学校の助手で助言者。社会や規則に沿った行動などを教える。
ロジャー・シアーズ近所の住民だったが、家を出ている。
アイリーン・シアーズミスター・シアーズの妻。クリストファーが母の死の真相を知った時、エドを慰めようとする。
アレキサンダー夫人近所の年配の女性。クリストファーに両親とシアーズ夫妻のことを伝える。
ロドリエドの従業員。
トビークリストファーのペットのネズミ。
ウェリントンシアーズ夫人の大きな黒いプードル。シアーズ邸の庭で園芸フォークで刺されて死んでいるのをクリストファーが見つける。

## 派生作品

### 舞台作品
2012年8月2日、サイモン・スティーブンス脚本、マリアン・エリオット演出による舞台化作品がロイヤル・ナショナル・シアターにて初演された。ルーク・トレッダウェイがクリストファー役、ポール・リッターが父エド役、ニコラ・ウォーカーが母ジュディ役、ニーヴ・キューザックがシボーン役、ユーナ・スタッブスがアレキサンダー夫人役を演じた。9月6日、ナショナル・シアター・ライヴを通して世界中の映画館で生中継され、10月下旬に閉幕した。
2013年3月、ロンドンのシャフテスバリーにあるアポロ・シアターに移行して上演された。12月19日、700名以上が観劇中、屋根の一部が落下して約80名が怪我をした。2014年6月24日、ギールグッド・シアターで再開した。この新たなウエスト・エンド・キャストにはショーン・ダニエル・ヤングがクリストファー役、ニコラス・テナントが父エド役、メアリー・ストックリーがジュディ役、ジャクリーン・クラークがアレキサンダー夫人、レベッカ・レイシーがシボーン役に配役された。
2014年3月、イスラエルのテルアビブにてヘブライ語版が上演され、クリストファー役を演じたNadav Netzは2015年イスラエル・シアター・アワードで男優賞を受賞した。2014年6月、メキシコのメキシコシティにてスペイン語版が上演された。

### 映画
ブラッド・グレイ、ブラッド・ピットを通じてワーナー・ブラザースが映画化権を獲得した。2011年、スティーヴ・クローヴスが脚本および監督に興味を示したが、2015年現在進展はない。